# Brain in a Dish
Brain in a Dish ist ein Album von Steve Swell, Robert Boston und Michael Vatcher. Die am 16. August 2018 in den Park West Studios, Brooklyn entstandenen Aufnahmen erschienen im November 2019 auf NoBusiness Records.

## Hintergrund
Von amerikanischer Seite ist der New Yorker Posaunist Steve Swell in der Regel an Sessions mit anderen Bläsern und einer Mischung aus komponierten und improvisierten Stücken beteiligt, die seine Konzepte oder die von ebenso starken Genredefinierern wie William Parker zum Ausdruck bringen, notierte Ken Waxman. In dieser reduzierten Besetzung spielte Swell jedoch mit dem amerikanischen Schlagzeuger Michael Vatcher, der viele Jahre in Amsterdam verbracht und in Bands mit Musikern wie Georg Graewe und Michael Moore gearbeitet hat, und dem in Improvisations-Kreisen eher unbekannte Keyboarder Robert Boston, der normalerweise mit Tanzkompanien zusammenarbeitet, aber auch mit The Core Trio in Houston, mit
Joe Hertenstein, Seth Paynter und Thomas Helton.

## Titelliste
- Steve Swell / Robert Boston / Michael Vatcher: Brain in a Dish (NoBusiness Records – NBCD 121)[2]

1. Brain in a Dish 7:35
2. New Use for Old Neurons 6:30
3. Feed Me! 2:51
4. Just Another Alogism 4:17
5. Tastier Than Oranges 9:25
6. No Heavy Perfumes 2:06
7. How Do You Like Yours? 6:14
8. Fried Or Roasted? 5:36
9. See Our Ad 2:16
10. Trepanation Trepidation 9:17
11. Psychopath in a Church Pew 4:06

Die Kompositionen stammen von Michael Vatcher, Robert Boston und Steve Swell.

## Rezeption

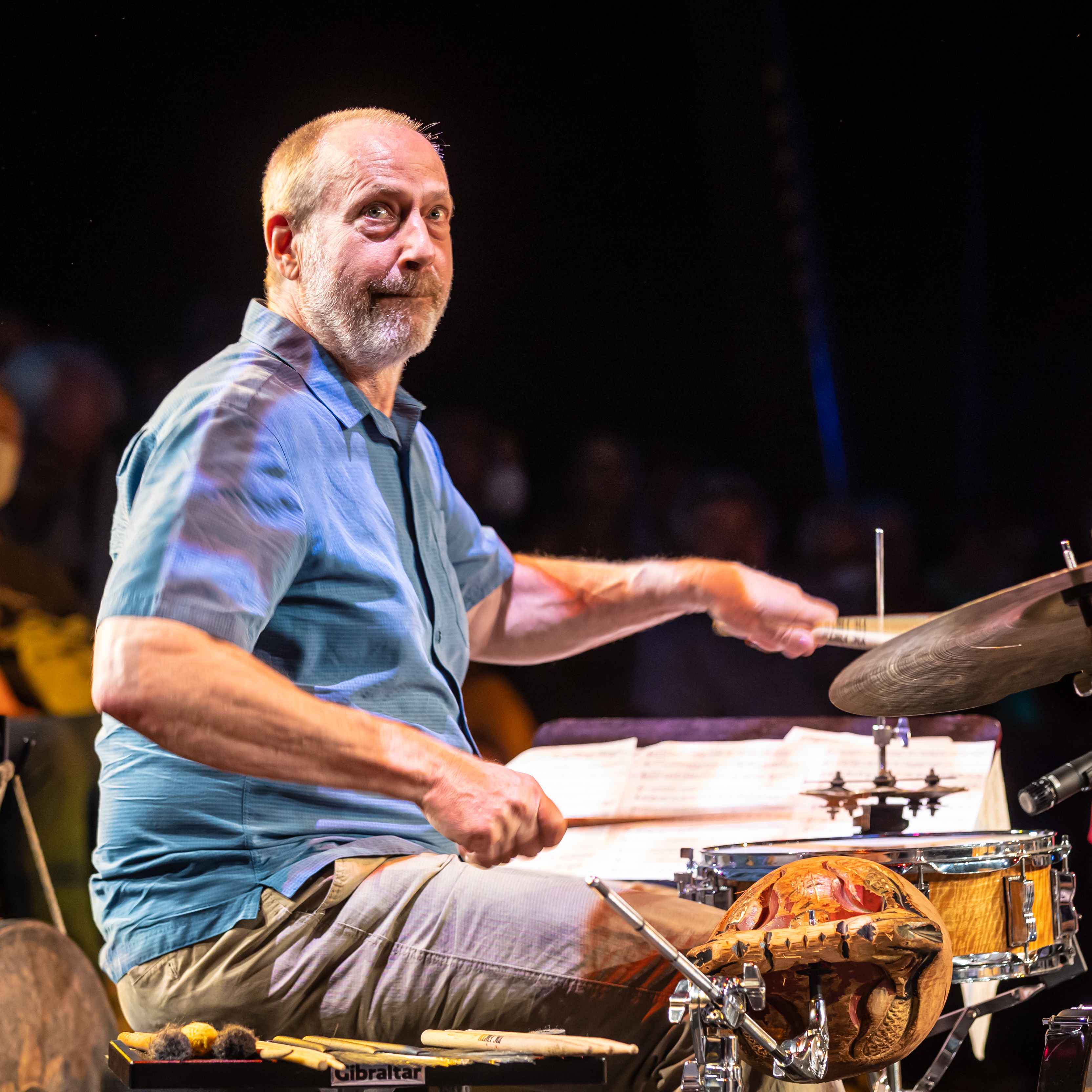
Michael Vatcher auf dem Moers Festival 2022

Nach Ansicht von John Sharpe, der das Album in All About Jazz rezensierte, greife Swell auf die gesamte Bandbreite seines Instruments zurück, von wiehernden Höhen bis zum schroffen Bass. Er würde toben, flüstern, protestieren und bitten, manchmal alles in den gleichen geschmeidigen und ausdrucksstarken Figuren. Mit Boston und Vatcher habe Swell Partner ausgewählt, die bei den Improvisationen in Richtung Free-Jazz-Idiom tendieren, aber überall hingehen könnten. Insbesondere Vatcher verleihe selbst den experimentierfreudigsten Momenten ein rhythmisches Gespür und lasse es wie eine natürliche Ergänzung erscheinen. Boston liefere von zeitgenössischer klassischer Praxis inspirierte Klänge und füge impressionistische Texturen hinzu, umso mehr, wenn er hinter der Orgel steht. Obwohl sie in perfekter, aber ausgeglichener Balance agieren, könne man nie wissen, welche Richtung sie einschlagen werden, da stets unwahrscheinliche Schachzüge auftauchen, gedeihen oder sich auflösen.
Die meisten Tracks würden angemessen zurückhaltend klingen, aber nicht energiegeladen, und basierten auf Drum-Shuffles, geschmeidigen Posaunenlinien und entspannten Klavierbegleitungen oder Orgelimpulsen, schrieb Ken Waxman in Jazz Word. Zu den üblichen Strategien gehörten Blechbläserknurren und Ausarbeitungen, begleitet von mehrstimmigen Klavierbegleitungen und einfachen Trommelschlägen. Tracks wie das abschließende „Psychopath in a Church“ würden schwankende Orgeltremolos enthalten, die einen Sog erzeugen, auf dem kapillare Texturen sichtbar werden, die von wässrig zu kolbenfest ansteigen.